# Yoshito Terakawa
Yoshito Terakawa (Hyogo, 6 september 1974) is een Japans voetballer.

## Carrière
Yoshito Terakawa speelde tussen 1993 en 2010 voor Yokohama Marinos, JEF United Ichihara, Albirex Niigata, Oita Trinita en Shonan Bellmare. Hij tekende in 2011 bij FC Ryukyu.